# 白鹤岩唱和集
《白鹤岩唱和集》是一部l卷诗集。潘受莹等撰。受莹之子潘启荣于民国十六年(1927年)付印。集前有黄朝桐民国八年(1919年)序，潘受莹民国八年跋。受莹是广西隆安县人，字朝轩。清末官云南。民国三年(1914年)仟县视学，游隆安县白鹤岩，感其雄奇，遂作七言古体《游白鹤岩》10首，用人声韵，逐句押韵，气格浑古。受莹遍征和诗，响应者有黄诚沅、旋规文、朱素贞(女，杭州人)。陶天德、黄朝桐、曾鸿桑等，后义收潘氏的酬答诗10首、《赠白鹤岩》2首，末尾加上其子潘启荣民国乙卯《学和家君诗》l首。